# Déplacement de population au Liban pendant la guerre Israël-Hezbollah (depuis 2023)
Le déplacement de population au Liban pendant la guerre entre Israël et le Hezbollah concerne 1,4 million de personnes en novembre 2024, soit 20% de la population ; il s'agit du taux de déplacement le plus important dans l'histoire du pays. Le mouvement s'est accéléré après les bombardements de septembre 2024 au Liban-Sud et dans la vallée de la Bekaa. Au 25 septembre 2024, les autorités libanaises avaient signalé déjà que près de 500 000 personnes avaient été déplacées en raison des frappes.

## Contexte
Le Liban était aux prises avant la guerre avec une crise économique considérée par la Banque mondiale comme la 3ème crise économique la plus grave dans le monde depuis 1850 Ainsi, « la crise humanitaire exerce une pression supplémentaire énorme sur un pays où le taux de pauvreté a triplé au cours de la dernière décennie », selon The New Humanitarian. 
Le pays était en proie également à une crise politique qui paralysait le fonctionnement des institutions, le poste de Président le République étant vacant depuis 2022.

## Chronologie

### Octobre 2023 - septembre 2024
Entre le 8 octobre 2023 et la campagne de bombardements massifs qui commence le 23 septembre 2024, plus de 111 000 civils au Liban ont été déplacés, en raison du danger causé par les affrontements militaires transfrontaliers, de la destruction de maisons et de dommages importants causés aux terres le long de la frontière sud du pays (incendies de terres agricoles, incendies de forêts, etc.). L'armée israélienne a tiré des obus au phosphore blanc sur Dhayra selon un rapport d'Amnesty International publié le 16 octobre 2023 ; neuf civils ont été blessés, des maisons, des voitures et d'autres biens civils, ont été incendiés, forçant ainsi le déplacement de civils hors des zones attaquées,.

### Depuis le 23 septembre 2024
Les bombardements israéliens deviennent particulièrement meurtriers à partir du 23 septembre 2024, dans des zones très densément peuplées, ce qui provoque des déplacements de population en masse. Les régions le plus fréquemment ciblées sont le sud du Liban, la banlieue sud de Beyrouth et la vallée de la Bekaa,. 
En plus des dizaines de milliers de Libanais déjà déplacés depuis octobre 2023, 90 000 autres auraient été déplacés immédiatement après les frappes du 23 septembre. Ce jour-là, ceux qui fuyaient le sud du Liban se sont retrouvés pris dans les embouteillages, des trajets de deux heures se sont transformés en voyages d'une journée. 
Le 25 septembre, près de 500 000 personnes avaient été déplacées en raison des frappes.
160 villages libanais ont reçu des ordres d'évacuation émis par l'armée israélienne entre le 23 septembre 2024 et le 4 novembre 2024 selon le bureau des affaires humanitaires de l'ONU (Ocha).
Amnesty International remet en question les ordres d'évacuation adressés à des villages entiers, qui pourraient « créer les conditions d'un déplacement massif ». 
Les organisations de défense des droits de humains estiment que ces messages sont « insuffisants et dans certains cas trompeurs ».

## Déplacement interne
Les déplacés à l'intérieur du Liban sont au nombre de 840 000 personnes selon l'Organisation internationale pour les migrations, et de 1,2 million selon les autorités libanaises, à la date du 5 novembre 2024. 
Près de 1000 écoles ont été réquisitionnées pour accueillir 200 000 personnes déplacées. Les abris sont saturés et en nombre insuffisant.  
Des milliers de citoyens libanais déplacés ont trouvé refuge à Beyrouth, notamment dans le quartier de Hamra. L'afflux rapide et soudain de réfugiés dans la ville a entraîné le remplissage d'un nombre important d'hôtels et d'abris, des pénuries localisées de vivres et un « énorme embouteillage » en provenance du sud de Beyrouth. De nombreuses personnes déplacées à Beyrouth et à Saïda ont dormi dans des parcs, dans des voitures et le long de la plage, car la plupart des abris pour déplacés étaient entièrement occupés.

## Exode hors du Liban
Plus d’un demi-million de personnes ont quitté le Liban pour tenter de trouver refuge en Syrie et en Irak depuis le 23 septembre, selon les données de l’Agence des Nations Unies pour les réfugiés (HCR), à la date du 5 novembre 2024. Parmi ces personnes qui se sont exilées, 28 000 sont allées en Irak. 473.000 personnes ont franchi la frontière libano-syrienne pour se rendre en Syrie depuis le 23 septembre 2024, dont 136.000 Libanais (et ressortissants d'autres pays) et plus de 330.000 réfugiés syriens qui avaient dû quitter leur pays les années précédentes et s'étaient rendus Liban ; au total 1,5 million de Syriens avaient trouvé refuge au Liban pendant la guerre en Syrie (depuis 2011) et sont donc déplacés de force une deuxième fois en 2024.

### Bombardements sur les postes-frontières
Trois postes-frontières entre le Liban et la Syrie ont été bombardés par l'aviation israélienne : le poste-frontière de Masnaa, principal passage frontalier, le 4 octobre 2024 ; celui de Qaa-Jousieh, le 25 octobre 2024 ; celui de Matraba dès fin septembre 2024. Le 27 octobre 2024 seuls trois postes-frontières demeurent praticables entre les deux pays.
« Cela empêche les gens de fuir », déclare le Haut-Commissaire des Nations Unies pour les réfugiés, Filippo Grandi. Sa  porte-parole Roula Amin présente les postes-frontières comme la « principale bouée de sauvetage pour les personnes fuyant le conflit » et considère les bombardements israéliens qui les ciblent comme une menace grave pour leur sécurité.
Les personnes handicapées et celles atteintes de maladies chroniques reçoivent une aide aux postes-frontières du HCR, d’autres agences des Nations Unies et des partenaires libanais.

### Exode vers la Syrie
De nombreux Libanais ont fui vers la Syrie en raison de sa proximité avec la vallée de la Bekaa ciblée par les bombardements, du fait que cela ne nécessite pas de visa pour les citoyens libanais, et en raison du prix relativement bas des loyers en Syrie par rapport au Liban. Parmi des déplacés figurent des femmes, des enfants, des nourrissons et des personnes blessées dans les attaques israéliennes qui ont atteint la frontière syrienne à pied, en transportant tout ce qu’ils pouvaient. Une fois arrivés à la frontière, une grande partie ont dû attendre dehors la nuit par temps froid,.
Les réfugiés syriens au Liban sont de nouveau déplacés à la suite de cette guerre pour avoir la vie sauve. Au 12 octobre, 70%  personnes qui avaient franchi la frontière libano-syrienne sont des Syriens ; 30% sont des Libanais et quelques autres ressortissants.". 
Ce mouvement de population se produit alors qu'une crise humanitaire sévit en Syrie également.
Les 1,5 million de réfugiés syriens au Liban craignent de retourner en Syrie par crainte d'être enrôlés dans l'armée syrienne ou d'être punis  pour ne pas avoir accompli leur service militaire plus tôt, ou d'être arrêtés pour des actions réelles ou présumées en faveur de l'opposition au président syrien Bachar al-Assad. Ils ne sont pas en sécurité en Syrie selon les groupes de défense des droits de l’homme.
Les bombardements israéliens « exacerbent la crise des réfugiés et des personnes déplacées qui a commencé en octobre 2023 ».

## Réponses
En novembre 2023, le Fonds humanitaire du Liban a mis en œuvre son allocation de réserve pouvant atteindre quatre millions de dollars américains pour soutenir ses partenaires afin de venir en aide aux civils libanais déplacés ou bloqués dans des zones de conflit.
En réponse aux bombardements du 23 septembre 2024, deux cent quatre-vingt-dix écoles ont été transformées en abris. Le gouvernement libanais étant mal équipé pour fournir du matériel ou du personnel, de nombreuses organisations non gouvernementales, des bénévoles affiliés à des partis politiques et des donateurs individuels ont collaboré pour tenter de répondre aux besoins des personnes déplacées. Le HCR a déclaré qu'il augmenterait son soutien en fonction du nombre croissant de personnes déplacées dans le besoin et qu'il travaillerait avec le Croissant-Rouge arabe syrien pour fournir de la nourriture, de l'eau, des fournitures essentielles et des conseils aux réfugiés aux postes frontières vers la Syrie. Dina Darwiche, employée du HCR, a été tuée avec l'un de ses enfants lors d'une frappe israélienne dans la Bekaa,.